# Oreava, Skole
Oreava (în ucraineană Орява) este localitatea de reședință a comunei Oreava din raionul Skole, regiunea Liov, Ucraina.

## Demografie
Componența lingvistică a localității Oreava
     Ucraineană (99,53%)
     Alte limbi (0,32%)
Conform recensământului din 2001, majoritatea populației localității Oreava era vorbitoare de ucraineană (99,53%), existând în minoritate și vorbitori de alte limbi.